# 圣巴巴拉-杜图古里乌
圣巴巴拉-杜图古里乌（葡萄牙語：Santa Bárbara do Tugúrio）是巴西米纳斯吉拉斯州的一个市镇。总面积159.907平方公里，总人口4504人，人口密度28.2人/平方公里。